# Gabasheane Masupha
Gabasheane Masupha (1903-1941) foi o chefe regente da Basutolândia entre 1940 e 1941.
Governou a Basutolândia de forma temporária após a morte prematura de Simon Seeiso. Era, anteriormente, o chefe das regiões de Ha-'Mamathe, Teya-teyaneng, Thupa-kubu e Jorotane. Foi casado Mamathe Masupha, com quem teve sete filhos.